# Serge Klarsfeld
Serge Klarsfeld (ur. 17 września 1935 w Bukareszcie) – historyk, prawnik i pisarz francuski, wieloletni powojenny łowca nazistów, działacz żydowski we Francji.

## Życiorys
W czasie wojny uciekł Gestapo w Nicei w 1943 roku. Jego ojciec, Arno, został deportowany do Auschwitz 61. transportem, z dnia 28 października 1943. Serge Klarsfeld jest absolwentem historii Sorbony, a także Instytutu Studiów Politycznych w Paryżu, doktorem nauk humanistycznych i paryskim adwokatem. Żonaty z Beate Klarsfeld.
Przez wiele lat tropił i wydawał sprawiedliwości ukrywających się nazistów, m.in. Aloisa Brunnera, Klausa Barbiego, Renégo Bousqueta, Jeana Leguaya, Maurice’a Papona i Paula Touviera. Zaangażowany w kampanię przeciwko Kurtowi Waldheimowi, po jego wyborze na prezydenta Austrii.
We Francji stworzył w 1979 roku Stowarzyszenie synów i córek deportowanych żydowskich z Francji (FFDJF), które odegrało istotną rolę w uznaniu przez władze francuskie odpowiedzialności Francji za deportacje Żydów. Serge Klarsfeld jest także wiceprezesem Fundacji Pamięci Szoa i członkiem rady Fundacji Auschwitz-Birkenau, a w latach 2012–2018 roku także Międzynarodowej Rady Oświęcimskiej.
W dniu 14 maja 2017 roku, w 30. rocznicę procesu Klausa Barbiego, w Izieu, gdzie były skrywane i zostały odnalezione przez Gestapo Dzieci z Izieu, Klarsfled dostał nagrodę Światło Pamięci.

## Odznaczenia

### Niemcy
- Krzyż Wielki Związkowego Orderu Zasługi – 20 lipca 2015[2]

### Francja
- Krzyż Wielki Legii Honorowej – 8 października 2018[3]
- Wielki Oficer Legii Honorowej – 20 lipca 2014[4]
- Krzyż Wielki Orderu Narodowego Zasługi – 19 maja 2018[5]
- Oficer Orderu Narodowego Zasługi – 11 maja 1989

### Monako
- Oficer Orderu św. Karola – 2015[6]